# 애니타 브루크너

애니타 브루크너(Anita Brookner CBE, 1928년 7월 16일 – 2016년 3월 10일)는 영국의 소설가이자 미술사가이다. 그녀는 1967년부터 1968년까지 케임브리지 대학의 Slade 미술 교수였으며 이 방문 교수직 을 맡은 최초의 여성이었다. 그녀는 소설 《호텔 뒤락》(Hotel du Lac)으로 1984년 부커상을 수상했다.
브루크너는 런던 교외에서 태어났다. 그녀는 폴란드의 피오트르쿠프트리부날스키에서 온 유대인 이민자와 18세에 영국에 도착한 후 남편이 일했던 담배 공장을 설립한 할아버지의 할아버지가 폴란드 바르샤바에서 이주한 가수의 외동딸이었다. 그녀의 어머니는 그녀가 결혼할 때 노래 경력을 포기했고 딸에 따르면 평생 행복하지 못했다고 한다. Maude는 영국의 반독일 정서 때문에 가족의 성을 Brookner로 바꿨다. 아니타 브루크너는 외할머니와 삼촌이 가족과 함께 살았지만 1930년대와 제2차 세계 대전 동안 나치의 박해를 피해 유대인 난민들에게 집을 열어주었지만 외로운 어린 시절을 보냈다. 그녀는 파리 리뷰 인터뷰에서 "나는 런던에서 가장 외로운 여성 중 한 명이라고 말했다.
그녀는 유료 학교에서 교육을 받았다. 1949년에 그녀는 킹스 칼리지 런던에서 역사학 학사를 받았고, 1953년 런던 대학교에서 미술사 박사 학위를 받았다. 당시 Courtauld의 관장인 앤서니 블런트의 감독하에 원래 프랑스의 장르화가의 석사 논문이었던 것이 박사 학위로 승격되었다. 그러나 그녀는 1950년에 루브르 대학에서 프랑스 정부 장학금을 받았고 10년의 대부분을 파리에서 보냈다.
1967년, 그녀는 케임브리지 대학교에서 Slade 미술 교수직 을 맡은 최초의 여성이 되었다. 그녀는 1959년부터 1964년까지 레딩 대학교에서 방문 강사로 일하다가 코톨드 예술 대학에서 강사가 되었다. 1977년 Courtauld에서 Reader로 승진하여 1988년 은퇴할 때까지 그곳에서 일했다. 그녀는 18세기 프랑스 미술의 전문가로 경력을 시작했지만 나중에는 낭만주의에 대한 전문 지식을 확장했다. 그녀는 1950년대 후반과 1960년대 초반에 ArtReview에 기사를 기고했다.
Courtauld에서 그녀의 학생들 중에는 그녀가 대학원 작품에 조언을 해준 미술사가 Olivier Berggruen 이 있었다. 그녀는 King's College London과 New Hall, Cambridge(2008년부터 Murray Edwards College )의 펠로우였다.
브루크너가 찍은 사진은 Courtauld Institute의 Conway 예술 및 건축 도서관에 보관되어 있다.
브루크너는 53세에 첫 소설인 《생의 시작》(A Start in Life) (1981)를 출판했다. 그 후 그녀는 약 1년에 한 권을 출판했다. 브루크너는 스타일리스트로 간주되었다. 그녀의 소설은 정서적 상실과 사회 적응과 관련된 어려움, 그리고 사랑에 대한 고립과 실망을 겪는 지적 중산층 여성의 주제를 탐구한다. 그녀의 캐릭터 중 많은 수가 영국으로 이주한 유럽인의 아이들이다. 그 숫자는 유대인 혈통으로 보인다. 그녀의 네 번째 소설인 Hotel du Lac (1984)는 JG Ballard 의 Empire of the Sun 이 유력한 수상자로 여겨졌던 해에 부커-맥코넬 상을 수상했다.